# توبيخ (رواية)
توبيخ (بالإنجليزية: Blaming)‏ هي رواية للكاتبة البريطانية إليزابيث تايلور، نشرت عام 1976، لأول مرة عن دار نشر تشاتو ويندوس.